# Feierhalle Glindenberg

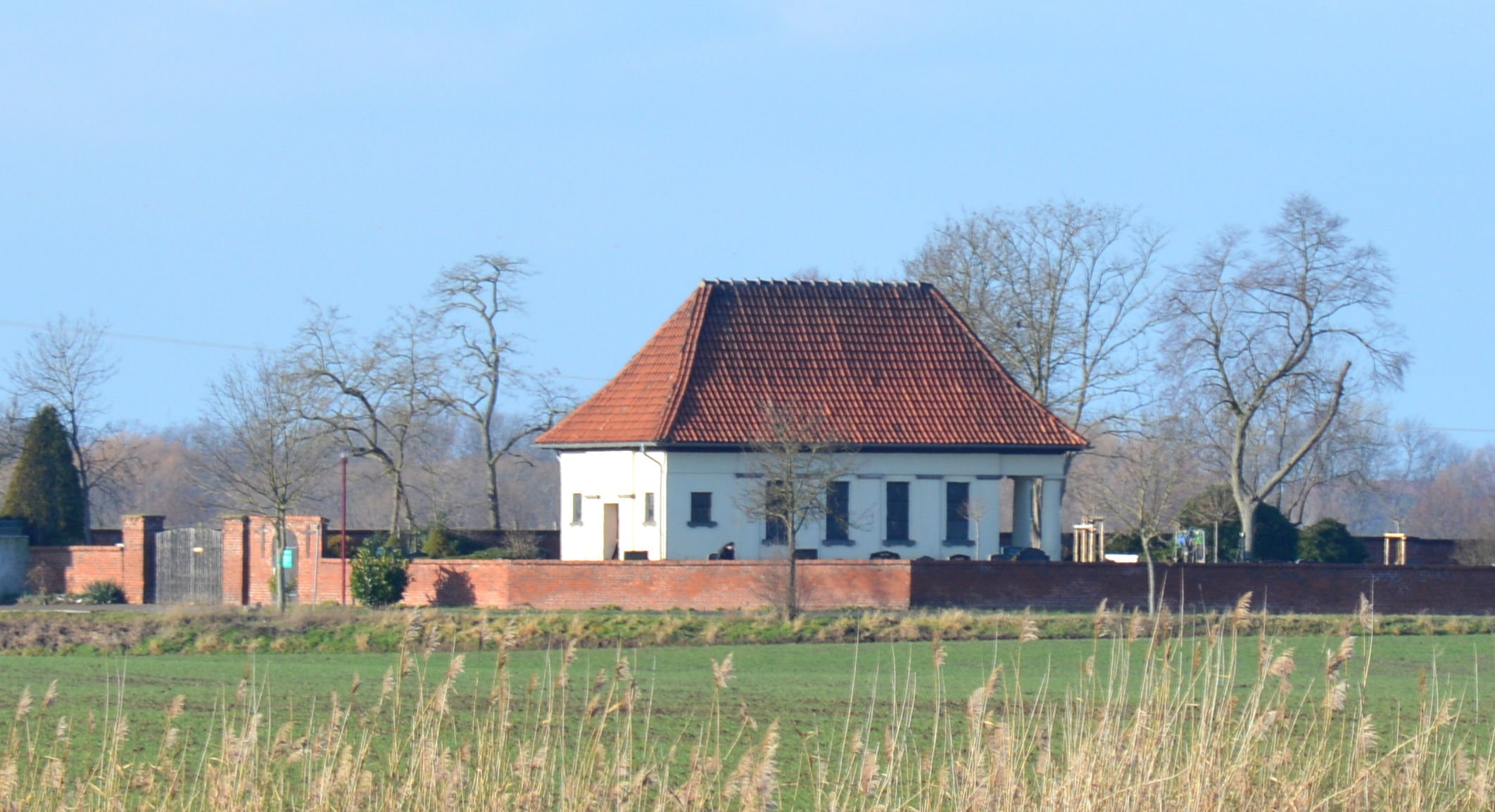
Feierhalle Glindenberg, Blick von Südosten

Die Feierhalle Glindenberg ist eine denkmalgeschützte Feierhalle im zur Stadt Wolmirstedt in Sachsen-Anhalt gehörenden Dorf Glindenberg.

## Lage
Sie befindet sich auf dem Friedhof Glindenberg am nördlichen Ende des Dorfes in Richtung Heinrichsberg an der Heinrichsberger Straße.

## Architektur und Geschichte
Die Friedhofshalle wurde etwa 1910 auf rechteckigem Grundriss errichtet. Das Eingangsportal des verputzten Gebäudes befindet sich auf der Nordseite. Es ist mit vier dorischen Säulen versehen und monumental gestaltet. Die schlicht ausgeführten Längsseiten der Halle sind mittels Pilastern gegliedert und verfügen über jeweils vier große rechteckige Fenster. Bedeckt ist der Bau durch ein hohes Walmdach.
Im örtlichen Denkmalverzeichnis ist die Feierhalle unter der Erfassungsnummer 094 75087 als Baudenkmal verzeichnet.